# Escovilló

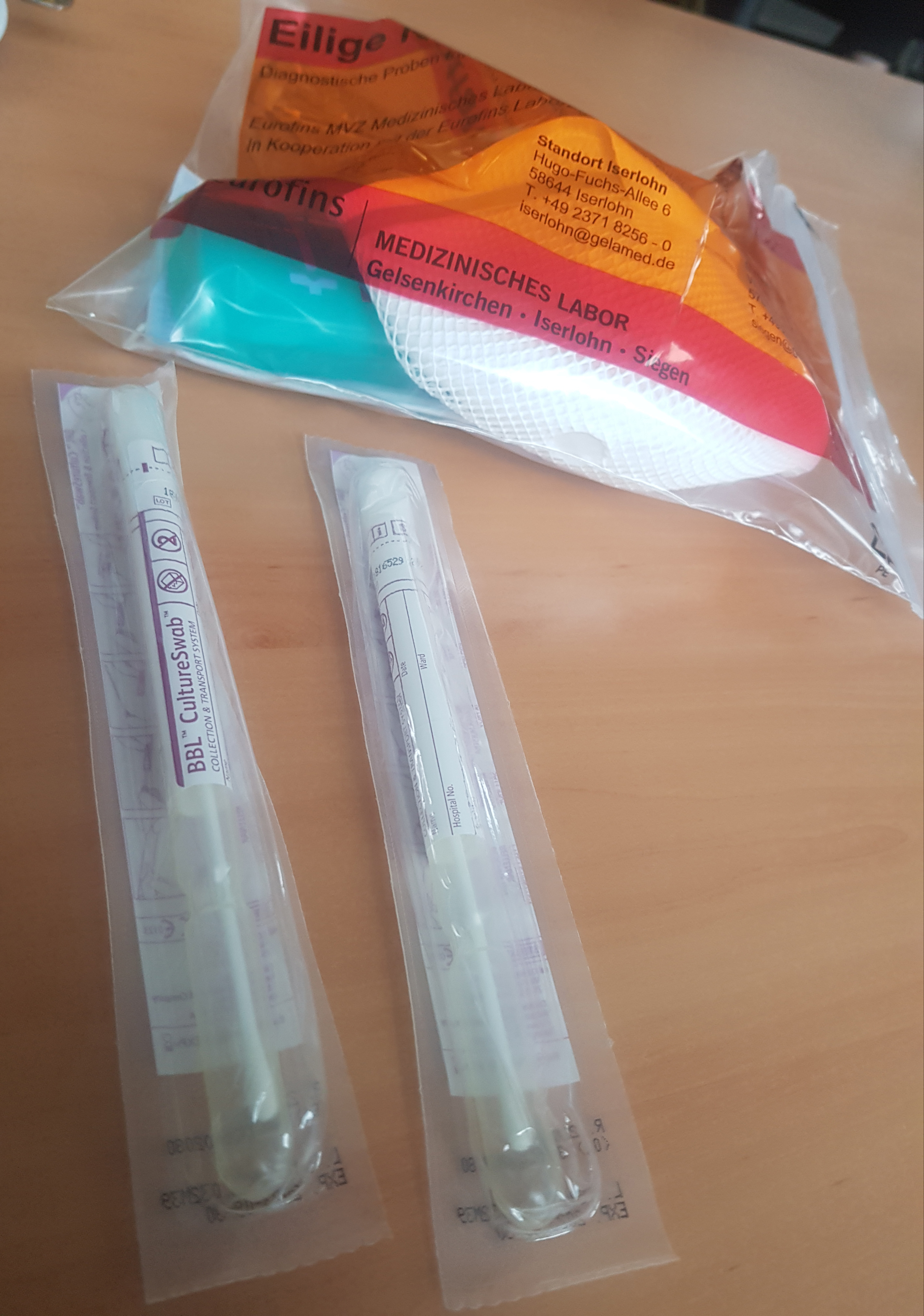
Escovillons estèrils per a mostres de coronavirus SARS-CoV-2 en laboratori.

L'escovilló és un raspall petit, de forma cilíndrica, amb un mànec llarg, emprat per a netejar l'interior d'un tub o cavitat.
En els laboratoris s'empren per netejar tubs d'assaig, matrassos aforats, buretes i altres recipients amb colls estrets. També s'utilitzen per a tocs medicinals, amb una bola de cotó fixada a l'extrem, com els bastonets per a orelles, i faciliten l'aplicació local de petites quantitats de substàncies medicinals.
En l'àmbit militar, s'empren escovillons per netejar les ànimes dels canons de les armes de foc.